# 葉夫根·科諾普良卡
叶夫根·奧列戈維奇·科诺普良卡（羅馬化：Yevhen Olehovych Konoplianka；1989年9月29日—），乌克兰足球运动员。在场上司职左或右边锋，也可以胜任中锋。有着出色的传球视野，速度快，带球能力强，是一名十分具有创造力的攻击型球员。他現時效力于羅馬尼亞足球甲級聯賽球隊克卢日。他也代表乌克兰国家队参赛。
2014年冬季，他本可以1900万欧元转会至利物浦，但由于谈判专员艾尔的再一次无能，导致这桩交易失败，随即第聂伯罗给科诺普良卡提出了一份丰厚的新合同。
2015年7月3日，高路比恩卡以自由身加盟塞維利亞。
2017年6月30日，高路比恩卡以1250萬歐元加盟沙尔克04足球俱乐部。

## 榮譽

### 球會
塞維利亞
- 欧足联欧洲联赛冠軍：2015-16賽季

### 個人
- 烏克蘭年度足球先生：2010，2012，2013年

## 外部連結
- 叶夫根·科诺普良卡 （页面存档备份，存于） at FFU.org.ua （乌克兰語）
- 叶夫根·科诺普良卡 （页面存档备份，存于） at Topforward （英文）
- Profile on official Dnipro website （页面存档备份，存于）
- UEFA Profile （页面存档备份，存于）